# Coupe des champions de la CONCACAF 1963
Navigation
Édition précédente Édition suivante
La Coupe des champions de la CONCACAF 1963 était la deuxième édition de cette compétition.
Elle a été remportée par le Racing Club Haïtien après le forfait du Chivas de Guadalajara.

## Participants
Un total de 9 équipes provenant d'un maximum de 8 nations pouvaient participer au tournoi. Elles appartenaient aux zones Amérique du Nord, Amérique Centrale et Caraïbes de la CONCACAF.
Le tableau des clubs qualifiés était le suivant :
| Nation                 | Club                  | Raison de qualification                      |
| Zone Amérique du Nord  |                       |                                              |
| Deuxième Tour          |                       |                                              |
| Mexique                | Chivas de Guadalajara | Champion de la CONCACAF 1962.                |
| Premier Tour           |                       |                                              |
| Mexique                | Club Oro de Jalisco   | Champion du Mexique 1962-63.                 |
| États-Unis             | New York Hungaria     | Vainqueur de la National Challenge Cup 1962. |
| Zone Amérique Centrale |                       |                                              |
| Premier Tour           |                       |                                              |
| Honduras               | CD Vida               | Méthode de qualification inconnue.           |
| Salvador               | Club Deportivo FAS    | Champion du Salvador 1961-62.                |
| Guatemala              | Xelaju MC             | Champion du Guatemala 1961-62.               |
| Costa Rica             | Deportivo Saprissa    | Champion du Costa Rica 1961-62.              |
| Zone Caraïbes          |                       |                                              |
| Premier Tour           |                       |                                              |
| Antilles néerlandaises | RKVFC Sithoc          | Champion des Antilles néerlandaises 1962     |
| Haïti                  | Racing Club Haïtien   | Champion d'Haïti 1962.                       |

## Calendrier
| Tour                          | Nom                    | Date aller          | Date retour          | Équipes participantes | Équipes restantes |
| Phase de qualification (1963) |                        |                     |                      |                       |                   |
| 1                             | Phase de qualification | 10 mars - 13 juin   | 10 mars - 13 juin    | 9                     | 9 à 4             |
| Phase finale (1963)           |                        |                     |                      |                       |                   |
| 1                             | Demi-finale            | 7 juillet - 14 août | 14 juillet - 18 août | 4                     | 4 à 2             |
| 2                             | Finale                 | Non jouée           | Non jouée            | 2                     | 2 à 1             |

## Compétition

### Phase de qualification

#### ZoneAmérique du Nord

##### Premier tour
| Date                | Pays | Club                | Aller | Retour | Club              | Pays | Commentaire |
| 18 mars / 1er avril |      | Club Oro de Jalisco | 2-3   | 2-2    | New York Hungaria |      |             |

##### Deuxième tour
| Date             | Pays | Club              | Aller | Retour | Club                  | Pays | Commentaire |
| 16 mai / 13 juin |      | New York Hungaria | 0-0   | 0-2    | Chivas de Guadalajara |      |             |

#### ZoneAmérique Centrale

##### Premier tour
| Date             | Pays | Club               | Aller   | Retour  | Club               | Pays | Commentaire                    |
| 28 avril / 5 mai |      | CD Vida            | 2-2     | 0-6     | Xelaju MC          |      |                                |
| 28 avril / 5 mai |      | Deportivo Saprissa | Forfait | Forfait | Club Deportivo FAS |      | Forfait avant le premier match |

#### ZoneCaraïbes

##### Premier tour
| Date         | Pays | Club         | Aller | Retour | Club                | Pays | Commentaire |
| 10 / 17 mars |      | RKVFC Sithoc | 1-3   | 0-1    | Racing Club Haïtien |      |             |

### Phase Finale

#### Tableau
|  |                                  |                     |                       |            |            |  |  |        |        |        |        |        |
|  | 1/2 finale                       | 1/2 finale          | 1/2 finale            | 1/2 finale | 1/2 finale |  |  | Finale | Finale | Finale | Finale | Finale |
|  | 7, 14 juillet et 17 juillet 1963 |                     |                       |            |            |  |  |        |        |        |        |        |
|  |                                  |                     |                       |            |            |  |  |        |        |        |        |        |
|  | Xelaju MC                        |                     | 1                     | 3          | 1          |  |  |        |        |        |        |        |
|  | Xelaju MC                        | Non jouée           | 1                     | 3          | 1          |  |  |        |        |        |        |        |
|  | Racing Club Haïtien              |                     | 4                     | 1          | 2          |  |  |        |        |        |        |        |
|  | Racing Club Haïtien              | Racing Club Haïtien | 4                     | 1          | 2          |  |  |        |        |        |        |        |
|  | 14 et 18 août 1963               |                     |                       |            |            |  |  |        |        |        |        |        |
|  |                                  |                     | Chivas de Guadalajara |            |            |  |  |        |        |        |        |        |
|  | Deportivo Saprissa               |                     | 0                     | 1          |            |  |  |        |        |        |        |        |
|  | Deportivo Saprissa               |                     | 0                     | 1          |            |  |  |        |        |        |        |        |
|  | Chivas de Guadalajara            |                     | 1                     | 2          |            |  |  |        |        |        |        |        |
|  | Chivas de Guadalajara            |                     | 1                     | 2          |            |  |  |        |        |        |        |        |

#### Demi-finale
| Pays | Club               | Aller             | Retour            | Club                  | Pays | Commentaire                |
|      | Xelaju MC          | 1-4               | 3-1               | Racing Club Haïtien   |      | Matchs joués au Guatemala. |
|      | Xelaju MC          | Match d'appui 1-2 | Match d'appui 1-2 | Racing Club Haïtien   |      | Match joué au Guatemala.   |
|      | Deportivo Saprissa | 0-1               | 1-2               | Chivas de Guadalajara |      |                            |

#### Finale
La finale était originellement prévue les 8 et 10 septembre 1963 dans le Stade Jalisco à Guadalajara. Cependant, les joueurs Haïtiens n'arrivant pas à obtenir leurs passeports dans les temps, il fallut la reporter à trois reprises. Le 7 février 1964, le Chivas de Guadalajara est déclaré champion après avoir porté plainte auprès de la CONCACAF. À la suite des protestations du Racing Club Haïtien, la confédération ordonne à partir du 2 avril 1964 que la finale soit reprogrammée sous deux mois. Le club mexicain ne pouvant pas dégager une date, c'est le Racing Club Haïtien qui a été sacré champion en 1963.
|  | Racing Club Haïtien | Non joué | Chivas de Guadalajara |  |  |
|  |                     |          |                       |  |  |

| Champion de la CONCACAF 1963      |
| --------------------------------- |
| Drapeau d'Haïti                   |
| Racing Club Haïtien Premier Titre |